# 郭宗汾
郭宗汾（1901年—1969年9月18日），字载阳，河北河间郭家村人，中国军事将领。晋绥军的第二战区参谋长、太原绥靖公署参谋长。国民革命军中将。作为特别邀请人士，为第二届、第三届、第四届全国政协委员。

## 生平
少年时读私塾。1914年考入河间的河北省立第三中学（今河间一中）。1915年冬家贫辍学。1920年考入保定陆军军官学校第九期步科。1940年秋任第二战区司令长官部参谋长。
抗战胜利后，参与军事调处工作。 1947年6月，第二战区改为太原绥靖公署，郭任绥署参谋长。1948年底任华北剿总副总司令。1949年1月31日北平和平解放，协助叶剑英处理过渡事宜。
1950年入华北军政大学高级军事研究室任主任。1953年任南京军事学院教官。1957年3月转业任山西省体委主任。 